# Kolumbia az 1968. évi nyári olimpiai játékokon
Kolumbia a mexikói Mexikóvárosban megrendezett 1968. évi nyári olimpiai játékok egyik részt vevő nemzete volt. Az országot az olimpián 5 sportágban 43 sportoló képviselte, akik érmet nem szereztek.

## Atlétika
Férfi
| Versenyző         | Versenyszám | Előfutam | Előfutam | Előfutam | Negyeddöntő | Negyeddöntő | Negyeddöntő | Elődöntő | Elődöntő | Elődöntő | Döntő   | Döntő    |
| Versenyző         | Versenyszám | Idő      | Hely.    | Össz.    | Idő         | Hely.       | Össz.       | Idő      | Hely.    | Össz.    | Idő     | Helyezés |
| ----------------- | ----------- | -------- | -------- | -------- | ----------- | ----------- | ----------- | -------- | -------- | -------- | ------- | -------- |
| Jimmy Sierra      | 100 m       | 10,88    | 7.       | 59.      | kiesett     | kiesett     | kiesett     | kiesett  | kiesett  | kiesett  | kiesett | kiesett  |
| Pedro Grajales    | 200 m       | 21,07    | 4.       | 25.*     | 21,05       | 7.          | 24.         | kiesett  | kiesett  | kiesett  | kiesett | kiesett  |
| Pedro Grajales    | 400 m       | 46,73    | 2.       | 29.      | 46,53       | 8.          | 26.         | kiesett  | kiesett  | kiesett  | kiesett | kiesett  |
| Álvaro Mejía      | 10 000 m    |          |          |          |             |             |             |          |          |          | 30:10,6 | 10.      |
| Hernando Arrechea | 110 m gát   | 14,09    | 5.       | 17.      |             |             |             | kiesett  | kiesett  | kiesett  | kiesett | kiesett  |

* - egy másik versenyzővel azonos időt ért el

## Kerékpározás

### Országúti kerékpározás
| Versenyző        | Versenyszám   | Idő             | Helyezés      |
| ---------------- | ------------- | --------------- | ------------- |
| Álvaro Pachón    | Mezőnyverseny | 4:44:13 (+2:47) | 15.           |
| Martín Rodríguez | Mezőnyverseny | 4:43:58 (+2:33) | 9.            |
| Miguel Samacá    | Mezőnyverseny | nem ért célba   | nem ért célba |
| Pedro Sánchez    | Mezőnyverseny | 4:46:37 (+5:12) | 30.           |

### Pálya-kerékpározás
Sprintverseny
| Versenyző          | Versenyszám  | 1. forduló                                                              | 1. forduló | Vigaszág                                                           | Vigaszág | 2. forduló             | 2. forduló | Vigaszág               | Vigaszág | Nyolcaddöntő           | Nyolcaddöntő | Vigaszág selejtező     | Vigaszág selejtező | Vigaszág döntő       | Vigaszág döntő | Negyeddöntő          | Elődöntő             | Döntő                | Helyezés    |
| Versenyző          | Versenyszám  | Ellenfelek Győztes idő                                                  | Hely.      | Ellenfelek Győztes idő                                             | Hely.    | Ellenfelek Győztes idő | Hely.      | Ellenfelek Győztes idő | Hely.    | Ellenfelek Győztes idő | Hely.        | Ellenfelek Győztes idő | Hely.              | Ellenfél Győztes idő | Hely.          | Ellenfél Győztes idő | Ellenfél Győztes idő | Ellenfél Győztes idő | Helyezés    |
| ------------------ | ------------ | ----------------------------------------------------------------------- | ---------- | ------------------------------------------------------------------ | -------- | ---------------------- | ---------- | ---------------------- | -------- | ---------------------- | ------------ | ---------------------- | ------------------ | -------------------- | -------------- | -------------------- | -------------------- | -------------------- | ----------- |
| José Jaime Galeano | Férfi egyéni | Pierre Trentin (FRA) · Pakanit Boriharnvanakhet (THA) · 11,61           | 2.         | Tim Mountford (USA) · Kim Gvangszon (Kim Gwang-seon) (KOR) · 11,03 | 3.       | kiesett                | kiesett    | kiesett                | kiesett  | kiesett                | kiesett      | kiesett                | kiesett            | kiesett              | kiesett        | kiesett              | kiesett              | kiesett              | helyezetlen |
| Héctor Urrego      | Férfi egyéni | Robert van Lancker (BEL) · Kim Gvangszon (Kim Gwang-seon) (KOR) · 11,37 | 2.         | Inoue Szandzsi (JPN) · Pakanit Boriharnvanakhet (THA) · 11,60      | 3.       | kiesett                | kiesett    | kiesett                | kiesett  | kiesett                | kiesett      | kiesett                | kiesett            | kiesett              | kiesett        | kiesett              | kiesett              | kiesett              | helyezetlen |

Időfutam
| Versenyző       | Versenyszám  | Idő     | Helyezés |
| --------------- | ------------ | ------- | -------- |
| Jorge Hernández | Férfi egyéni | 1:09,24 | 25.      |

Üldözőversenyek
| Versenyző                                                        | Versenyszám  | Selejtező | Selejtező | Nyolcaddöntő                                                                                        | Nyolcaddöntő | Nyolcaddöntő | Negyeddöntő  | Negyeddöntő | Negyeddöntő | Elődöntő     | Elődöntő  | Elődöntő | Döntő        | Döntő     | Helyezés    |
| Versenyző                                                        | Versenyszám  | Idő       | Hely.     | Ellenfél Idő                                                                                        | Saját idő    | Hely.        | Ellenfél Idő | Saját idő   | Hely.       | Ellenfél Idő | Saját idő | Hely.    | Ellenfél Idő | Saját idő | Helyezés    |
| ---------------------------------------------------------------- | ------------ | --------- | --------- | --------------------------------------------------------------------------------------------------- | ------------ | ------------ | ------------ | ----------- | ----------- | ------------ | --------- | -------- | ------------ | --------- | ----------- |
| Martín Rodríguez                                                 | Férfi egyéni | 4:45,38   | 9.        | |              |              | kiesett      | kiesett     | kiesett     | kiesett      | kiesett   | kiesett  | kiesett      | kiesett   | 9.          |
| Severo Hernández Martín Rodríguez Luis Saldarriaga Mario Vanegas | Férfi csapat |           |           | Egyesült Államok (USA) · David Chauner · Skip Cutting · Steve Maaranen · John Vande Velde · 4:32,87 | 4:32,98      | 2.           | kiesett      | kiesett     | kiesett     | kiesett      | kiesett   | kiesett  | kiesett      | kiesett   | helyezetlen |

## Labdarúgás
| Kolumbiai labdarúgócsapat-játékoskeret | Kolumbiai labdarúgócsapat-játékoskeret |
| --- | --- |
| - Alfredo Arango - Gabriel Berdugo - Alberto Escobar - German González - Gabriel Hernández - Alfonso Jaramillo - Decio López - Fabio Mosquera - Oscar Muñoz - Norman Ortiz | - Pedro Ospina - Joaquín Pardo - Gustavo Santa - Luis Soto - Javier Tamayo - Ramiro Viáfara - Otoniel Quintana - Absalón Oviedo* - Alberto Sánchez* |

* - nem játszott csak nevezve volt

### Eredmények
Csoportkör
A csoport
| Csapat        | M | Gy | D | V | G+ | G– | Gk | P |
| ------------- | - | -- | - | - | -- | -- | -- | - |
| Franciaország | 3 | 2  | 0 | 1 | 8  | 4  | +4 | 4 |
| Mexikó        | 3 | 2  | 0 | 1 | 6  | 4  | +2 | 4 |
| Kolumbia      | 3 | 1  | 0 | 2 | 4  | 5  | –1 | 2 |
| Guinea        | 3 | 1  | 0 | 2 | 4  | 9  | –5 | 2 |

| 1968. október 13. |

| Mexikó (MEX) | 1–0               | Kolumbia |
| ------------ | ----------------- | -------- |
| Estrada 6'   | (1–0) Jegyzőkönyv |          |

| Azteca stadion, Mexikóváros Játékvezető: Zsolt István (HUN) Asszisztensek: Dimitar Rumencsev (BUL), George Lamptey (GHA) |

| 1968. október 15. |

| Guinea (GUI)                     | 3–2               | Kolumbia               |
| -------------------------------- | ----------------- | ---------------------- |
| Mo. Camara 26' F. Camara 58' 84' | (1–0) Jegyzőkönyv | Santa 49' Mosquera 66' |

| Cuauhtémoc stadion, Puebla Játékvezető: Dimitar Rumencsev (BUL) Asszisztensek: Zsolt István (HUN), Ávráhám Klein (ISR) |

| 1968. október 17. |

| Kolumbia (COL)           | 2–1               | Franciaország |
| ------------------------ | ----------------- | ------------- |
| Tamayo 14' Jaramillo 35' | (2–0) Jegyzőkönyv | Tamboueon 59' |

| Cuauhtémoc stadion, Puebla Játékvezető: Karol Galba (TCH) Asszisztensek: Dimitar Rumencsev (BUL), Milivoje Gugulović (YUG) |

| Csapat         | Helyezés |
| -------------- | -------- |
| Kolumbia (COL) | 10.      |

## Műugrás
Férfi
| Versenyző    | Versenyszám        | Selejtező | Selejtező | Döntő   | Döntő    |
| Versenyző    | Versenyszám        | Pont      | Helyezés  | Pont    | Helyezés |
| ------------ | ------------------ | --------- | --------- | ------- | -------- |
| Salim Barjum | Egyéni műugrás     | 76,19     | 24.       | kiesett | kiesett  |
| Diego Henao  | Egyéni toronyugrás | 74,09     | 32.       | kiesett | kiesett  |

Női
| Versenyző      | Versenyszám    | Selejtező | Selejtező | Döntő   | Döntő    |
| Versenyző      | Versenyszám    | Pont      | Helyezés  | Pont    | Helyezés |
| -------------- | -------------- | --------- | --------- | ------- | -------- |
| Martha Manzano | Egyéni műugrás | 63,12     | 22.       | kiesett | kiesett  |

## Úszás
Férfi
| Versenyző                                                   | Versenyszám          | Előfutam | Előfutam | Előfutam | Elődöntő | Elődöntő | Elődöntő | Döntő   | Döntő    |
| Versenyző                                                   | Versenyszám          | Idő      | Hely.    | Össz.    | Idő      | Hely.    | Össz.    | Idő     | Helyezés |
| ----------------------------------------------------------- | -------------------- | -------- | -------- | -------- | -------- | -------- | -------- | ------- | -------- |
| Ricardo González                                            | 100 m gyors          | 57,0     | 6.       | 39.*     | kiesett  | kiesett  | kiesett  | kiesett | kiesett  |
| Ricardo González                                            | 200 m gyors          | 2:05,8   | 5.       | 30.      |          |          |          | kiesett | kiesett  |
| Federico Sicard                                             | 200 m gyors          | 2:11,1   | 5.       | 46.      |          |          |          | kiesett | kiesett  |
| Federico Sicard                                             | 100 m gyors          | 59,0     | 6.       | 53.*     | kiesett  | kiesett  | kiesett  | kiesett | kiesett  |
| Julio Arango                                                | 200 m gyors          | 2:03,1   | 2.       | 20.      |          |          |          | kiesett | kiesett  |
| Julio Arango                                                | 400 m gyors          | 4:25,8   | 4.       | 13.      |          |          |          | kiesett | kiesett  |
| Julio Arango                                                | 1500 m gyors         | 17:53,9  | 4.       | 12.      |          |          |          | kiesett | kiesett  |
| Ivan Gomina                                                 | 100 m mell           | 1:15,1   | 7.       | 34.      | kiesett  | kiesett  | kiesett  | kiesett | kiesett  |
| Ivan Gomina                                                 | 200 m mell           | 2:45,0   | 6.       | 33.      |          |          |          | kiesett | kiesett  |
| Tomas Becerra                                               | 100 m pillangó       | 1:02,2   | 6.       | 34.*     | kiesett  | kiesett  | kiesett  | kiesett | kiesett  |
| Tomas Becerra                                               | 200 m pillangó       | 2:16,8   | 4.       | 17.      |          |          |          | kiesett | kiesett  |
| Tomas Becerra                                               | 400 m vegyes         | 5:09,7   | 5.       | 15.      |          |          |          | kiesett | kiesett  |
| Julio Arango Tomas Becerra Federico Sicard Ricardo González | 4 × 100 m gyorsváltó | 3:51,5   | 7.       | 15.      |          |          |          | kiesett | kiesett  |
| Tomas Becerra Federico Sicard Ricardo González Julio Arango | 4 × 200 m gyorsváltó | 8:26,7   | 5.       | 13.      |          |          |          | kiesett | kiesett  |

Női
| Versenyző      | Versenyszám    | Előfutam | Előfutam | Előfutam | Elődöntő | Elődöntő | Elődöntő | Döntő   | Döntő    |
| Versenyző      | Versenyszám    | Idő      | Hely.    | Össz.    | Idő      | Hely.    | Össz.    | Idő     | Helyezés |
| -------------- | -------------- | -------- | -------- | -------- | -------- | -------- | -------- | ------- | -------- |
| Patricia Olano | 100 m gyors    | 1:05,3   | 6.       | 36.      | kiesett  | kiesett  | kiesett  | kiesett | kiesett  |
| Patricia Olano | 200 m gyors    | 2:25,1   | 5.       | 27.      |          |          |          | kiesett | kiesett  |
| Patricia Olano | 400 m gyors    | 5:01,8   | 5.       | 20.      |          |          |          | kiesett | kiesett  |
| Patricia Olano | 800 m gyors    | 10:44,1  | 4.       | 23.      |          |          |          | kiesett | kiesett  |
| Patricia Olano | 400 m vegyes   | 5:52,6   | 5.       | 20.      |          |          |          | kiesett | kiesett  |
| Olga de Angulo | 400 m vegyes   | 6:00,6   | 5.       | 24.      |          |          |          | kiesett | kiesett  |
| Olga de Angulo | 400 m gyors    | 5:08,6   | 3.       | 24.      |          |          |          | kiesett | kiesett  |
| Olga de Angulo | 800 m gyors    | 10:40,5  | 5.       | 22.      |          |          |          | kiesett | kiesett  |
| Olga de Angulo | 200 m vegyes   | 2:48,7   | 7.       | 36.      |          |          |          | kiesett | kiesett  |
| Nelly Syro     | 200 m vegyes   | 2:55,7   | 5.       | 38.      |          |          |          | kiesett | kiesett  |
| Nelly Syro     | 400 m gyors    | 6:13,1   | 5.       | 27.      |          |          |          | kiesett | kiesett  |
| Carmen Gómez   | 100 m pillangó | 1:14,7   | 4.       | 24.      | kiesett  | kiesett  | kiesett  | kiesett | kiesett  |
| Carmen Gómez   | 200 m pillangó | 2:44,7   | 5.       | 19.      |          |          |          | kiesett | kiesett  |

* - egy másik versenyzővel azonos időt ért el